# Heaven’s Basement
Heaven’s Basement war eine englische Hard-Rock-Band. Die Band wurde im Jahre 2008 gegründet und löste sich 2017 auf.

## Geschichte
Gegründet wurde die Band im Jahre 2008 vom damals 18-jährigen Gitarristen Sid Glover. Komplettiert wurde die erste Besetzung durch den Sänger Richie Hevanz, den Bassisten Rob Randell und den Schlagzeuger Chris Rivers. Ihr siebtes Konzert spielte die Band im Vorprogramm von Bon Jovi in Manchester. Die Musiker bekamen die Auftrittsmöglichkeit durch einen Radiowettbewerb, bei dem sich Heaven’s Basement als eine Band aus Manchester ausgaben. Noch im Gründungsjahr erschien die selbst betitelte EP.
In den ersten beiden Jahren der Bandgeschichte spielten Heaven’s Basement über 300 Konzerte und traten als Vorgruppe von Bands wie Hardcore Superstar, Thunder, Black Stone Cherry oder Shinedown auf. Im September 2009 verließ der Bassist Rob Randell aus persönlichen Gründen die Band und wurde durch Rob Ellershaw ersetzt. Ein Jahr später verließ Sänger Richie Hevanz die Gruppe. Als Nachfolger wurde im Februar 2011 Aaron Buchanan vorgestellt, während Gitarrist Jonny Rocker die Band verließ. Heaven’s Basement machten als Quartett weiter.
Die zweite EP Unbreakable erschien im Mai 2011. Ein halbes Jahr später wurde die Band von Red Bull Records unter Vertrag genommen. Im Jahre 2012 spielte die Band Konzerte im Vorprogramm von Halestorm, Seether und The Darkness und trat dabei alleine fünfmal in Berlin auf. Das Debütalbum Filthy Empire erschien am 1. Februar 2013. 2013 spielten Heaven’s Basement auf diversen Festivals und unzählige Shows mit Bands wie Papa Roach, The Darkness, Black Veil Brides, The Pretty Reckless und Ugly Kid Joe. Im Oktober 2015 verließ Sänger Aaron Buchanan die Band, die dann im Januar 2017 ihre Auflösung verkündete.

## Diskografie
- 2008: Heaven’s Basement (EP)
- 2011: Unbreakable (EP)
- 2013: Filthy Empire